# Гисолф, Каролина
Каролина Анна Гисолф (нидерл. Carolina Anna Gisolf, 13 июля 1910 — 30 мая 1993) — нидерландская легкоатлетка, призёр Олимпийских игр.

## Биография
Родилась в 1910 году в Нидерландской Ост-Индии. В 1926 году обратила на себя внимание школьного преподавателя физкультуры, прыгнув в высоту на 30 см выше своих одноклассников. В 1928 году, на Бельгийско-Нидерландских соревнованиях в Брюсселе, она сначала установила новый неофициальный рекорд Нидерландов, прыгнув на 1 м 46,5 см, а затем установила новый мировой рекорд, прыгнув на 1 м 58,2 см. Затем она приняла участие в Олимпийских играх в Амстердаме, где прыгнула на 1 м 56 см и завоевала серебряную медаль. В 1929 году она вновь установила мировой рекорд, прыгнув на 1 м 60,8 см. В 1930 году на Всемирных женских играх в Праге Каролина Гисолф получила травму во время соревнований, и поэтому завоевала лишь серебряную медаль. В 1932 году она снова установила мировой рекорд, прыгнув на 1 м 62,3 см, однако на Олимпийских играх в Лос-Анджелесе стала лишь 4-й, после чего потеряла интерес к лёгкой атлетике.